# Hadena brecciaeformis
Hadena brecciaeformis là một loài bướm đêm trong họ Noctuidae.